# Мустафа-паша (володар Іраку)
Мустафа-паша (*араб. مصطفى باشا, осман. مصطفى پاشا; д/н — 1776) — 5-й правитель Мамлюцького Ірака в 1776 році.

## Життєпис
Походження достеменно невідомо. Знано, що був мамлюком. Основні відомості відносять до 1776 року. На той час він обіймав посаду валі еялету Ракка. Отримав наказ від османського султана Абдул-Гаміда I повалити Омар-пашу, правителя Іраку, який на той час зазнав поразок від персів й стикнувся з внутрішніми заворушеннями. Разом з Абдуллою-пашею, валі Діярбакіра, і Сулейманом-пашею, валі Мосула, взяв в облогу Багдад. Невдовзі при спробі втечі Омар-паша загинув. Новим пашею Багдаду було призначено Мустафу.
Він стикнувся з тим ж проблемами, що його попередник. Перси зайняли південні області Іраку, бедуїни повстали, міське населення Багдаду було невдоволене. Також Мустафа-паша стикнувся з протистоянням з кюлеменами (багдадськими мамлюками), оскільки не був грузином або черкесом. Побоюючись загального хаосу і втрати Багдада перед тиском Персії султан наказав Абдуллі-паші, валі Діярбакіру, схопити і стратити Мустафу-пашу, що й було зроблено. Новим очільником Багдадського еялету призначено Абдуллу-пашу.